# Медовниця
Ме́довниця (болг. Медовница) — село у Видинській області Болгарії. Входить до складу общини Димово.

## Населення
За даними перепису населення 2011 року у селі проживали 288 осіб.
Національний склад населення села:
| Національність   | Кількість осіб | Відсоток |
| ---------------- | -------------- | -------- |
| цигани           | 168            | 58,5%    |
| болгари          | 115            | 40,1%    |
| турки            | 0              | 0%       |
| інша             | 0              | 0%       |
| не визначились   | 4              | 1,4%     |
| Всього відповіли | 287            |          |

Розподіл населення за віком у 2011 році:
Динаміка населення: